# Управление ресурсами
Управление ресурсами — одна из основных подсистем управления проектами со своими особыми процессами, методами и техниками. В современных методологиях управления проектами к ресурсам относят любые средства достижения целей проекта: персонал, оборудование, материалы патенты, лицензии, транспортные расходы и т. д.
В сферу управления ресурсами входят процессы планирования, развития, распределения, контроля и высвобождения ресурсов. Управление ресурсами играет ключевой роль при оценке стоимости проекта и организации работы персонала. Так, свод знаний по управлению проектами выделяет в отдельную область знаний практики по управлению человеческими ресурсами.

## Виды ресурсов проекта
Принято выделять два типа ресурсов проекта, которые условно можно разделить на два типа: возобновляемые и невозобновляемые.
- К невозобновляемым ресурсам относят материалы, сырье, детали — любые складируемые объекты, которые расходуются во время реализации проекта.
- К возобновляемым ресурсам, или ресурсам типа мощность, относят людей, машины, оборудование, электроэнергию и т. д.

Понятие ресурса тесно связано с понятием «работа», поскольку ресурсы расходуются именно во время выполнения отдельных работ, порядок которых определяет календарный план-график. Поэтому процессы планирования структуры работ проекта и планирование ресурсов тесно связаны между собой. Основная задача управления ресурсами сводится к тому, чтобы добиться приемлемого графика работы, при котором не будет ни перерасхода ресурсов, ни их недостатка. Связь между планом проекта и распределением ресурсов ещё называют ресурсным мостом.

## Процесс управления ресурсами
За реальной конфигурацией процессов всегда стоит методология управления проектами, принятая организацией, однако можно выделить ряд общих черт в подходах к управлению ресурсами. Прежде всего это высокая роль планирования ресурсов, которое включает в себя следующие компоненты:
- разработку и анализ комплексов работ и ресурсов;
- разработку системы распределения ресурсов и назначение исполнителей;
- контроль за выполнением работ и распределением ресурсов.

Основная задача ресурсного планирования сводится к тому, чтобы составить график распределения ресурсов таким образом, чтобы он шел как можно ближе к графику выполнения работ. Это продиктовано тем, что затраты на хранение ресурсов ведут к увеличению стоимости проекта, а простои в работе из-за нехватки ресурсов — к срыву сроков и рискам закрытия всего проекта. Кроме того, не все типы ресурсов возможно складировать, поэтому некоторые из них должны быть предоставлены точно к началу работ.
Существует два основных метода ресурсного планирования:
- планирование при ограничении по времени — когда для того, чтобы уложиться в сроки проекта, можно без ограничений увеличивать количество и интенсивность использования ресурсов.
- планирование при ограничении по ресурсам — когда основным ограничителем проекта выступает количество имеющихся ресурсов, которые определяют основные параметры планируемого проекта.

Назначение трудовых ресурсов, как правило, проходит в два этапа. На первом этапе в ресурсном плане указывают только роли исполнителей — набор определённых требований к квалификации исполнителя, или должность. Детализация ролей начинается на втором этапе, уже ближе к началу проекта. Результатом планирования трудовых ресурсов считается появление ресурсного плана — таблицы с указанием количества ресурсов, периодом выполнения работ и ролей.
В крупных организациях процесс управления ресурсами в основном направлен на предупреждение ресурсных конфликтов, возникающих при одновременном использовании одного и того же ресурса в разных проектах. Именно для предупреждения ресурсных конфликтов строятся графики загруженности ресурсов, которые также решают задачи повышения утилизации, или уровня полезной загрузки.

## Методы управления ресурсами
Одним из главных методов управления ресурсами является метод выравнивания. Этот метод тесно связан с методами построения оптимальных расписаний — методом критического пути и методом критической цепи. Суть метода выравнивания заключается в том, чтобы обеспечить равномерную загрузку ресурсов путем добавления выравнивающих задержек. Большинство методик выравнивания подразумевает использование алгоритмов, реализованных в специализированном ПО.
Вводные данные для алгоритмов выравнивания:
- потребности в различных ресурсах, прогнозируемые по периодам времени в будущем;
- конфигурации ресурсов, требуемых для удовлетворения этих потребностей;
- предложение ресурсов, опять же прогнозируемое по периодам времени в будущем.

Цель методик выравнивания состоит в том, чтобы приблизиться к 100%-ой утилизации ресурсов хотя бы на уровне отдельных задач проекта. Например, работник в консалтинговой компании может быть загружен работой сверх стандартных 8 часов в сутки, поскольку назначенную ему задачу нужно выполнить в сжатые сроки, при этом другие сотрудники могут быть вообще не заняты никакой работой. С помощью методик выравнивания можно попытаться скорректировать расписание проекта или более рационально распределить работы внутри проектной команды.
Матрица распределения ресурсов проекта (PRAM) помогает визуализировать распределения ресурсов по различным проектам.

## Программное обеспечение для управление ресурсами проекта
Как и в случае с более широкой дисциплиной управления проектами, существует большое количество программных средств для автоматизации процессов управления ресурсами. В целом выделяют порядка 12 основных задач, которые решает подобное ПО. Среди основных целей внедрения систем управления ресурсами проектов выделяют:
- оптимизацию план-графиков работ с учётом имеющихся ограничений проекта;
- автоматизация процессов распределения ресурсов;
- учёт фактических показателей использования ресурсов проекта;
- построение отчетности и т. д.

В профессиональных службах и консалтинговых организациях эффективность этих инструментов и процессов обычно отслеживается путем измерения оплачиваемого коэффициента утилизации.